# Каи (порода собак)
Каи, или каи-ину, или каи-кэн, или тора, или тигровая собака (яп. 甲斐犬 каи-кэн), — порода охотничьих собак, одна из шести в регистре японской кинологической организации по защите и сохранению исконно японских пород Нихонкэн Ходзонкай (Nippo), даже для Японии считается редкой. Традиционно использовалась для охоты на горную антилопу, однако универсальность и атлетизм позволяют с ней охотиться как на фазана, так и на медведя. Особенностью породы является её тигровый окрас.

## История породы
Произошла от собак среднего размера, существовавших в Японии в древние времена. Выведена в провинции Каи острова Хонсю, со всех сторон окружённой горами (ныне территория префектуры Яманаси). Труднодоступность горных районов и склонность каи к стайному образу жизни способствовали поддержанию «чистоты» породы.
В 1931 году Дасуке Адати из Кофу, на которого эти собаки своим необычным окрасом произвели сильное впечатление, начал работу по их поиску и сохранению, в результате чего в посёлке Асиясу уезда Накакома, позже вошедшего в состав города Минамиарупусу, были найдены два лучших образца для дальнейшего разведения. В ноябре того же года было создано Общество по защите каи (KKA) (яп. 甲斐犬愛護会 Каи Кэн Аигокай), основная регистрирующая организация.
В 1934 году порода была признана национальным достоянием Японии, а находясь под защитой государства и префектуры, которая к тому же ввела налоговые льготы для владельцев каи, смогла стать более многочисленной и, в отличие от других японских пород, пережить тяжёлый период Второй мировой войны и послевоенные годы, когда поголовье каи составляло более половины всех зарегистрированных в префектуре Яманаси собак.
1 февраля 1982 года каи официально признан Международной кинологической федерацией и отнесён к группе шпицев и пород примитивного типа, к подгруппе азиатских шпицев и близких пород. На родине ежегодно регистрируется от 900 до 1100 представителей этой породы.

## Внешний вид
Собака среднего размера, больше сибы, но чуть меньше сикоку, кисю и хоккайдо. Отношение высоты в холке к длине корпуса — 10:11.
Лоб широкий, переход ото лба к морде резкий, с небольшой серединной бороздкой. Мочка носа чёрная, спинка носа прямая. Морда клинообразная, не очень длинная и довольно объёмная. Губы плотно прижатые. Челюсти сильные, прикус ножницеобразный. Скулы хорошо развитые. Глаза относительно маленькие, почти треугольные, тёмно-коричневого цвета. Уши большего размера, чем у подобных японских собак среднего размера; треугольные, немного наклонённые вперёд и крепко стоящие.

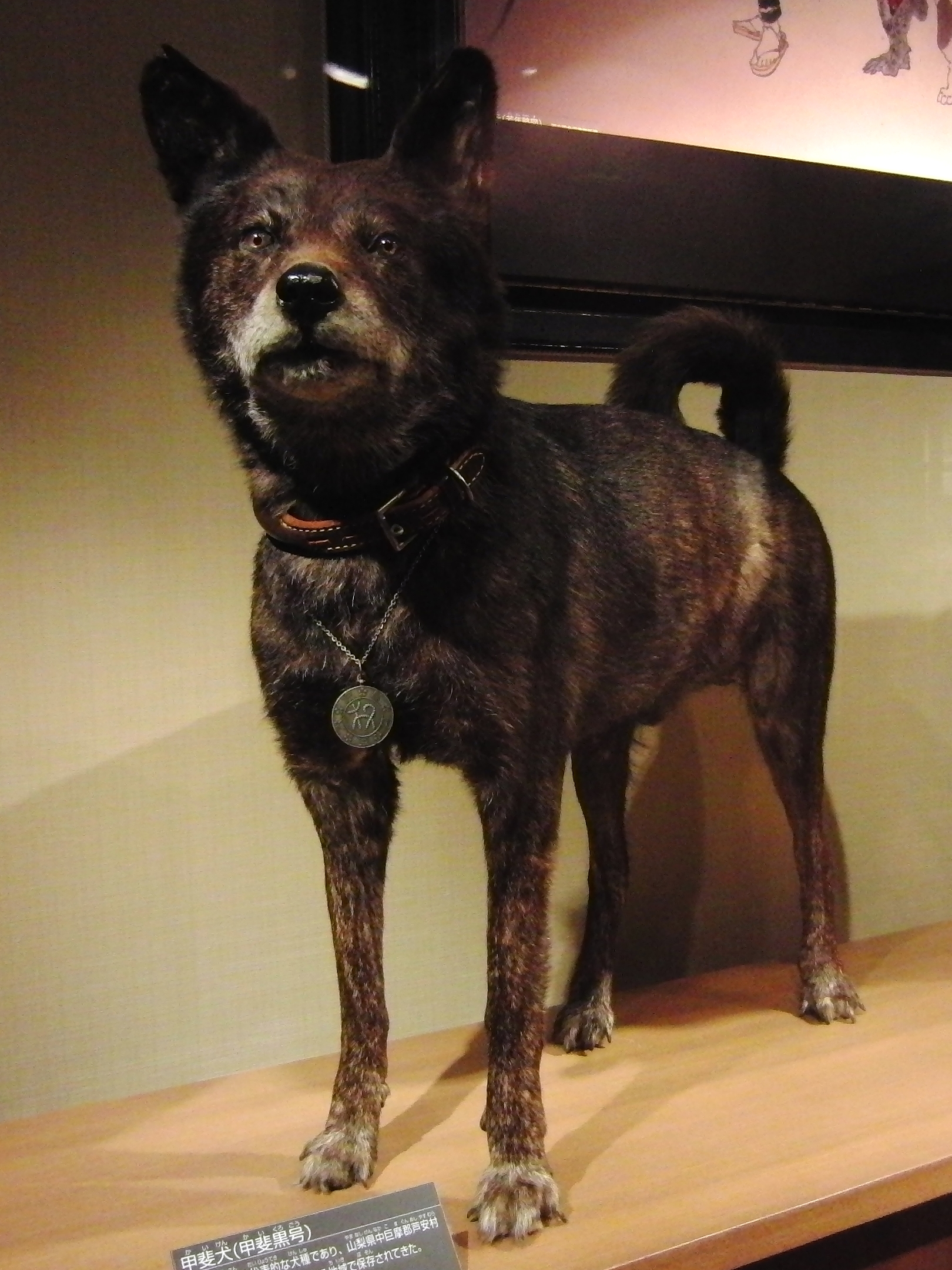
Чучело каи «Kai-kuro-go» в токийском Национальном музее природы и науки

Шея толстая, мощная и мускулистая. Холка яркая, спина прямая и короткая, поясница широкая и мускулистая, грудь глубокая, рёбра умеренно изогнуты, живот хорошо подобранный. Хвост посажен высоко, толстый, сильно закручен, в движении несётся изогнутым в виде серпа над спиной, в состоянии покоя опущен вниз и достигает скакательных суставов.
Лопатки умеренно наклонные с развитой мускулатурой, локти прижаты к корпусу, предплечья прямые, массивные и мускулистые, пясти немного наклонные. Бёдра длинные, голени короткие, скакательные суставы сильные и крепкие. Пальцы лап сводистые и плотно собранные, подушечки толстые и упругие, когти крепкие, желательно тёмного цвета.
Шерсть двойная, покровный волос грубый и прямой, подшёрсток мягкий и густой. Волос на хвосте прямой, длинный и торчащий. Окрас в зависимости от цвета и оттенка тёмных полос бывает чёрно-тигровый, красно-тигровый и средний между ними — тигровый. Чёрно-тигровый окрас является генетически доминантным, красно-тигровый — самый редкий из трёх вариаций. Щенки появляются на свет однотонными, тигровость проявляется в процессе взросления. В породе присутствует рецессивный ген, из-за которого иногда рождаются щенки нестандартного белого или кремового цвета. У большинства собак на языке имеются тёмные пятна.
По стандарту Международной кинологической федерации (FCI) и Японского клуба собаководства (JKC) высота в холке кобелей должна быть 47—53 см, сук — 42—48 см; по стандарту Nippo — 49—55 см для кобелей и 46—52 см для сук; по стандарту KKA — от 40 до 50 см. Вес кобелей — 16—25 кг, сук — 11—20 кг.
Раньше по внешнему облику различали два типа каи — с более длинным стройным телом и головой лисьего типа (сика-ину-гата), и с более коренастым телом и головой медвежьего типа (сиси-ину-гата). Однако теперь в Каи Кэн Аигокай уже не используют выражения «медвежий тип» и «лисий тип», а описывают их как «круглое лицо» и «длинное лицо», и ни один из них не является предпочтительным по сравнению с другим.

## Темперамент
Умная, храбрая, атлетичная и проворная собака, быстро понимающая что от неё требуется, спокойная, чистоплотная, молчаливая, с сильно развитым охотничьим инстинктом, способная, как и большинство собак японских пород, самостоятельно принимать решения. Прекрасно плавает и умеет взбираться на растущие под наклоном деревья. Многие из них сильно привязаны к своим владельцам, и если им уделять достаточное количество внимания, давая при этом необходимую физическую нагрузку, могут стать отличными компаньонами. Каи может быть достаточно неплохим сторожем, охранять скот, хотя по своей природе это прежде всего охотник, а не охранная или защитная собака. В Японии иногда применяется в качестве поисково-спасательной собаки.
Каи — собака одного хозяина: не привязываясь ко всем членам семьи, выбирает себе одного «вожака». В случае, если тому грозит опасность, готова защищать его, сражаясь насмерть. Помимо внушительной физической формы и будучи бдительной, зоркой и волевой собакой, имеет врождённую способность работать в стае с другими каи. За исключением огороженных территорий, никогда не должна оставаться без привязи.
Одна из самых преданных и нежных собак, хотя ранее считалась слишком примитивной для хорошего питомца. Хорошо ладит с людьми и другими домашними животными, однако владелец должен всегда принимать меры предосторожности при встрече с ними, особенно с кошками. Как и все рабочие собаки, получает большое удовольствие от выполнения заданий и способна на деструктивное поведение, если ей скучно. Каи необходимы ранняя социализация, дрессировка и регулярные физические упражнения, собака этой породы лучше всего подойдёт владельцу, ведущему активный образ жизни и проживающему за городом.

## Здоровье
Собаки породы каи отличаются крепким здоровьем и обычно не имеют свойственных другим породам врождённых или наследственных проблем. На протяжении долгих лет они эволюционировали путём естественного отбора, а изолированность ареала исключала возможность их скрещивания с собаками других пород, в результате чего генетический штамм каи оставался почти полностью чистым и устойчивым к болезням. К возможным заболеваниям относятся достаточно распространенные из них дисплазия тазобедренного сустава, дисплазия локтевого сустава, гипотиреоз и прогрессирующая атрофия сетчатки. Средняя продолжительность жизни составляет от 12 до 15 лет.

## Комментарии
1. ↑  Примитивными называют собак, сформировавшихся в результате естественного отбора в условиях свободной жизни и сильно отличающихся от собак, выведенных человеком[6].